# Майдан-Скшинецький
Майдан-Скшинецький (пол. Majdan Skrzyniecki) — село в Польщі, у гміні Божехув Люблінського повіту Люблінського воєводства.
Населення — 144 особи (2011).

## Демографія
Демографічна структура станом на 31 березня 2011 року:
|          | Загалом | Допрацездатний вік | Працездатний вік | Постпрацездатний вік |
| -------- | ------- | ------------------ | ---------------- | -------------------- |
| Чоловіки | 78      | 21                 | 46               | 11                   |
| Жінки    | 66      | 17                 | 30               | 19                   |
| Разом    | 144     | 38                 | 76               | 30                   |